# 余冠英
余冠英（1906年5月16日—1995年9月2日），小名松寿，字绍生，笔名灌婴、白眼、松寿等，江苏扬州人，中国古典文学家。

## 生平
1931年在清华大学毕业。毕业后先后在清华大学、西南联大等大学担任教学工作。1952年担任中国科学院文学研究所研究员。后来又相继担任文学所副所长、学术委员会主任、《文学遗产》杂志主编、国家古籍整理出版规划小组顾问等职务。
1926年底在清华大学加入中国共产党。1927年11月离校回扬州时脱党。1951年加入中国民主同盟。是第三届全国人大代表，第五、六届全国政协委员。

## 著作
代表作品《诗经选》、《乐府诗选》、《汉魏六朝诗选》、《三曹诗选》等。